# Doudeville
Doudeville est une commune française située dans le département de la Seine-Maritime, en région Normandie.
Dite la capitale du lin cultivé, elle est située au centre du pays de Caux, lieu fondé sur de la craie, et est très connue pour ses champs bleus de lins en fleurs.

## Géographie

### Description
Doudeville est un bourg normand du Pays de Caux situé à 38 km au nord-ouest de Rouen, à 17 km du littoral de la Manche à Saint-Valery-en-Caux, à 31 km de Fécamp et à 13 km d'Yvetot.
Il est aisément accessible par l'autoroute A29 et est desservi par la RD 20 qui relie Rouen à Saint-Valery-en-Caux..
Il est traversé par le Sentier de grande randonnée GR 211b reliant Veulettes-sur-Mer à Caudebec-en-Caux

### Communes limitrophes
| Hautot-l'Auvray Saint-Vaast-Dieppedalle | Fultot     | Gonzeville Bénesville Étalleville |
| Routes                                  | Doudeville | Berville-en-Caux                  |
| Harcanville                             | Yvecrique  | Amfreville-les-Champs             |

### Hydrographie
La commune est située dans le bassin Seine-Normandie. Elle n'est drainée par aucun cours d'eau,.

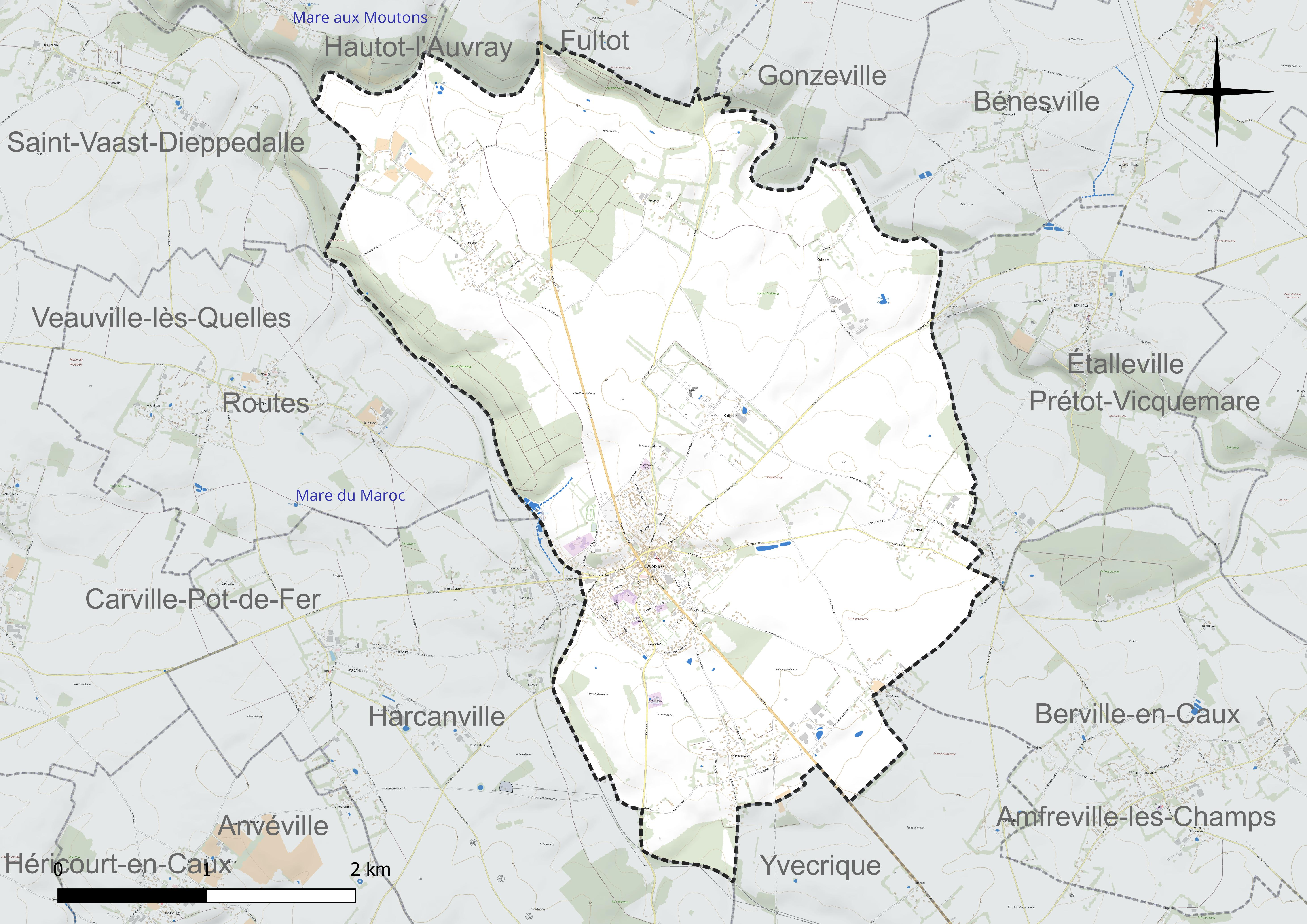
Réseau hydrographique de Doudeville.

### Climat
Pour des articles plus généraux, voir Climat de la Normandie et Climat de la Seine-Maritime.
En 2010, le climat de la commune est de type climat océanique franc, selon une étude du CNRS s'appuyant sur une série de données couvrant la période 1971-2000. En 2020, Météo-France publie une typologie des climats de la France métropolitaine dans laquelle la commune est exposée à un climat océanique et est dans la région climatique Côtes de la Manche orientale, caractérisée par un faible ensoleillement (1 550 h/an) ; forte humidité de l’air (plus de 20 h/jour avec humidité relative > 80 % en hiver), vents forts fréquents. Parallèlement le GIEC normand, un groupe régional d’experts sur le climat, différencie quant à lui, dans une étude de 2020, trois grands types de climats pour la région Normandie, nuancés à une échelle plus fine par les facteurs géographiques locaux. La commune est, selon ce zonage, exposée à un « climat maritime », correspondant au Pays de Caux, frais, humide et pluvieux, légèrement plus frais que dans le Cotentin.
Pour la période 1971-2000, la température annuelle moyenne est de 10,3 °C, avec une amplitude thermique annuelle de 13,7 °C. Le cumul annuel moyen de précipitations est de 963 mm, avec 13,7 jours de précipitations en janvier et 8,7 jours en juillet. Pour la période 1991-2020, la température moyenne annuelle observée sur la station météorologique la plus proche, située sur la commune d'Ectot-lès-Baons à 9 km à vol d'oiseau, est de 10,8 °C et le cumul annuel moyen de précipitations est de 905,5 mm,. Pour l'avenir, les paramètres climatiques de la commune estimés pour 2050 selon différents scénarios d'émission de gaz à effet de serre sont consultables sur un site dédié publié par Météo-France en novembre 2022.

## Urbanisme

### Typologie
Au 1er janvier 2024, Doudeville est catégorisée bourg rural, selon la nouvelle grille communale de densité à sept niveaux définie par l'Insee en 2022.
Elle appartient à l'unité urbaine de Doudeville, une agglomération intra-départementale regroupant deux  communes, dont elle est ville-centre,,. La commune est en outre hors attraction des villes,.

### Occupation des sols
L'occupation des sols de la commune, telle qu'elle ressort de la base de données européenne d’occupation biophysique des sols Corine Land Cover (CLC), est marquée par l'importance des territoires agricoles (78,8 % en 2018), en diminution par rapport à 1990 (85,4 %). La répartition détaillée en 2018 est la suivante : 
terres arables (55,8 %), prairies (18,3 %), forêts (9,1 %), zones urbanisées (8,5 %), zones agricoles hétérogènes (4,7 %), espaces verts artificialisés, non agricoles (3,7 %). L'évolution de l’occupation des sols de la commune et de ses infrastructures peut être observée sur les différentes représentations cartographiques du territoire : la carte de Cassini (XVIIIe siècle), la carte d'état-major (1820-1866) et les cartes ou photos aériennes de l'IGN pour la période actuelle (1950 à aujourd'hui).

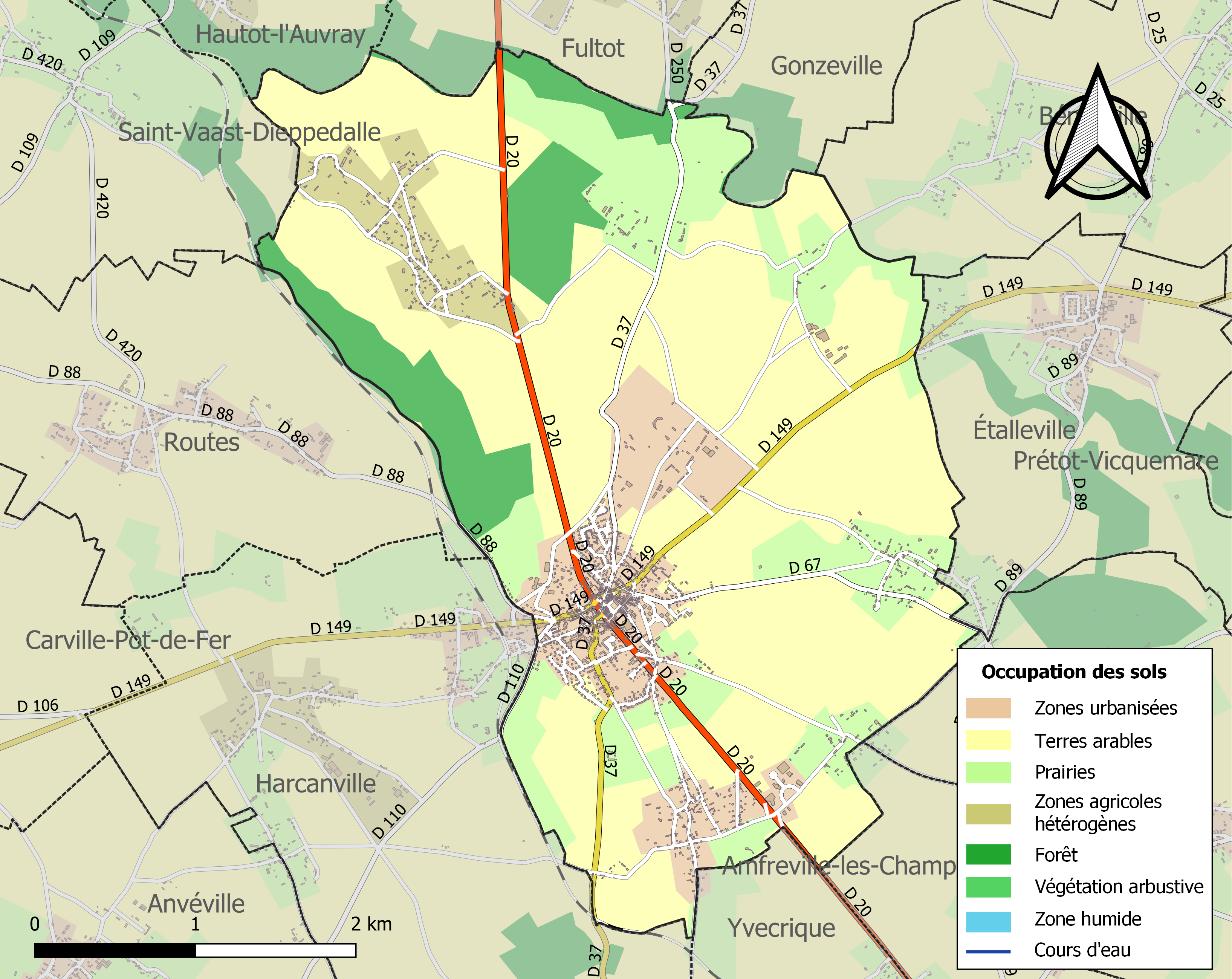
Carte des infrastructures et de l'occupation des sols de la commune en 2018 (CLC).

### Hameaux et écarts

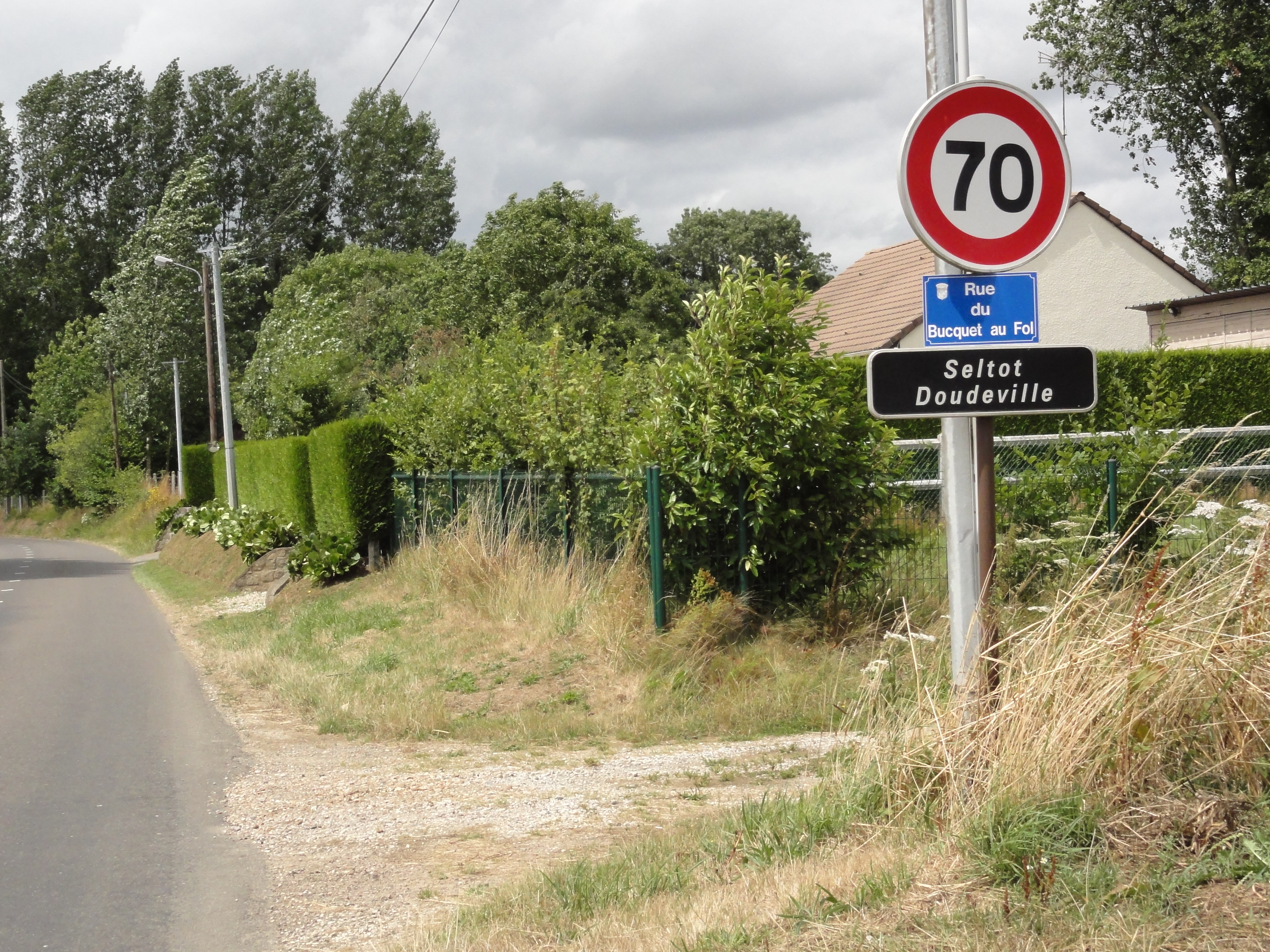
Entrée de Seltot, hameau à cheval entre Doudeville, Étalleville et Berville-en-Caux..

La commune compte plusieurs hameaux : Vautuit, Seltot, Bosc-Mare, Bosc-Malterre, Colmont, Le Fresnay

## Toponymie

### Doudeville

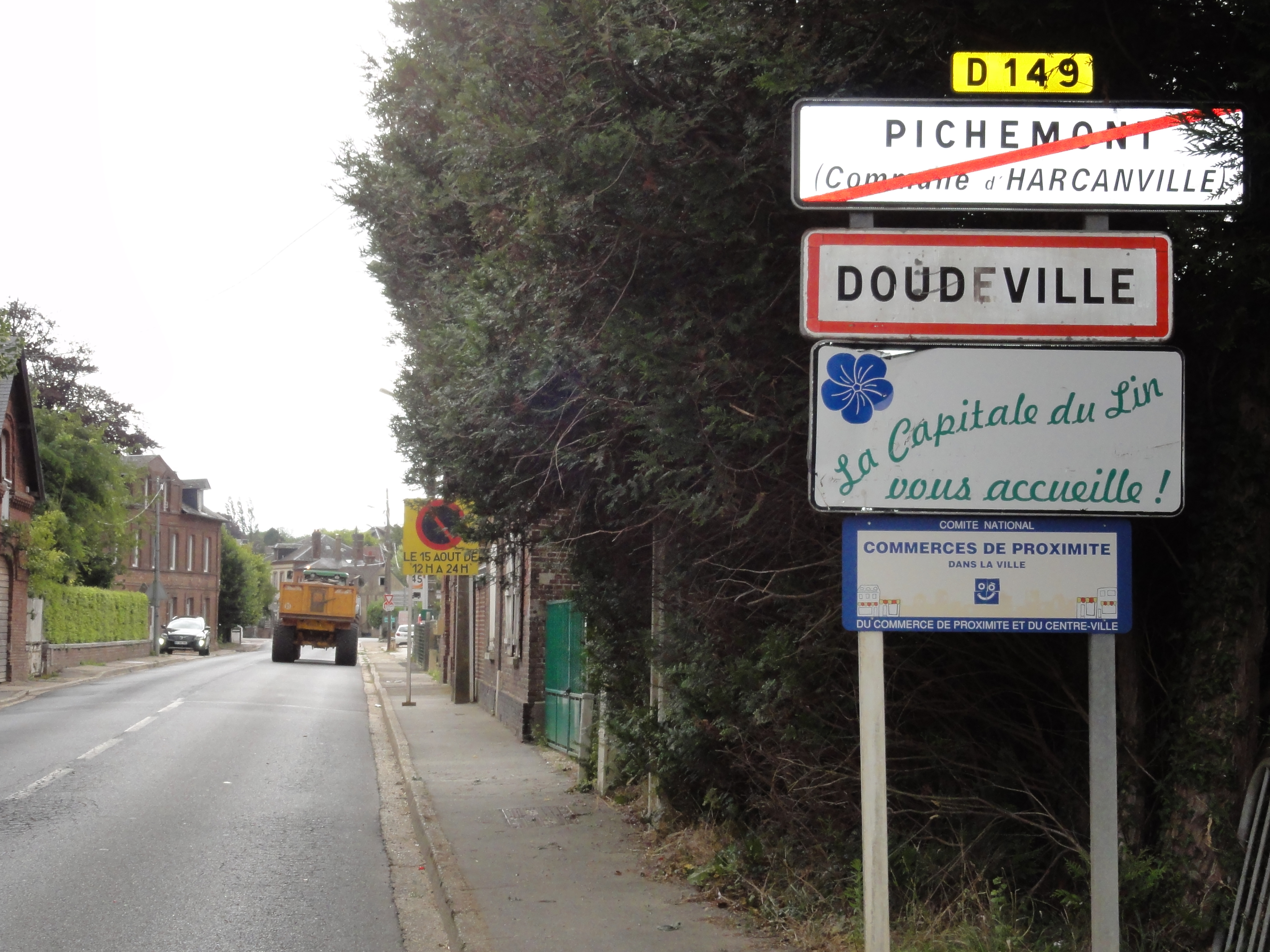
Entrée de Doudeville.

Le nom de la localité est attesté sous la forme latinisée Dodevilla au XIIe siècle.
Il s'agit d'une formation toponymique médiévale en -ville au sens ancien de « domaine (rural) » ou « village ». Le substantif vile (ville est une graphie moderne) a acquis peu à peu cette signification à partir du XIe siècle, avant de prendre son sens moderne postérieurement. Étant donné la date tardive de la première attestation citée par François de Beaurepaire, il est impossible de définir ici son sens exact.
Albert Dauzat et Charles Rostaing, qui ne connaissaient pas de forme ancienne, ont supposé un *Dodone-villa « domaine ou village de Dodo », anthroponyme germanique, avec le -on(e) du cas régime, alors que le cas sujet est pratiquement le seul à être utilisé dans les noms en -ville de Normandie. Pour expliquer le maintien du [d] intervocalique qui se serait régulièrement amui en langue d'oïl, ils émettent l'hypothèse d'une formation particulièrement tardive et il compare avec Doudeauville (Seine-Maritime, Dudelvilla en 1152). Ernest Nègre leur reprend l'idée du nom de personne Dudo en le faisant curieusement suivre d'un a, c'est-à-dire Dodo-a, car pour lui Dodo- n'a pas pu évoluer en Dode-.
François de Beaurepaire préfère pour expliquer le maintien du [d], une variante hypocoristique *Doddo non attestée, d'où l'astérisque. Il soutient surtout l'hypothèse d'un nom de personne anglo-saxon Dudda ou Dodda bien attesté (cf. Doadetoft, Sproxton, GB, Doade Toft fin XIIe, nom de personne vieil anglais Dodda). Cette dernière proposition a pour avantage d'expliquer le maintien d'un [d] intervocalique (à cause de la géminée d'origine), d'éviter le recours à un anthroponyme non attesté et les conjectures sur la présence d'un *-a dans *Dodo-a. Il convient en plus de noter l'existence de nombreux noms de personnes anglo-saxons bien identifiés dans le pays de Caux comme dans Vénestanville (Winstan > anglais Winston) ou Dénestanville (Dunstan). En outre, Dodo est l'élément qui explique Douville-sur-Andelle (Seine-Maritime, Dotvilla XIe siècle) et d'autres Douville  qui montrent que pour ce nom de personne, [d] s'est régulièrement amui.

### Microtoponymes
- Galleville, formation toponymique en -ville, appellatif précédé du nom de personne scandinave Galli que l'on rencontre aussi dans la Fontaine de Galleville dans le Calvados et situé également dans la zone de diffusion de la toponymie scandinave.
- Bois de Gallehaut, sans forme ancienne ni date, il est difficile d'établir l'étymologie de ce Gallehaut. Peut-être s'agit-il d'une référence à Gallehaut ou Galehaut de Saâne, seigneur du Tilleul et de Tocqueville au XIVe siècle ? Cependant la forme attendue serait le Bois Gallehaut, comme le Bois Flahaut non loin de là. Le personnage des romans arthuriens Gallehaut est aussi attesté dans les textes en ancien français en tant que Gallehout, il est possible qu'il explique pourquoi *Galleholt « bois de Galli » avec le scandinave ou l'anglo-saxon holt « bois », régulièrement passé à *Gallehout soit devenu  Gallehaut. On constate le même phénomène dans Bouquehault (Pas-de-Calais, anciennement Buchout, Bucholt, Bocholt vers 1119 « bois de hêtre »). À noter la présence rare de cet appellatif holt en Normandie, cependant on le retrouve probablement dans Boucourt (Bulcolt vers 1060) à Bénesville, lieu proche de Galleville, et Bois de Bascourt (côte de Bacoux en 1550) à Canouville autre lieu du pays de Caux. Le couple Galleville / Gallehaut n'aurait rien d'étonnant, car on constate la même chose avec Acqueville / Acquelonde et Etoupeville / Etoublon.

## Histoire

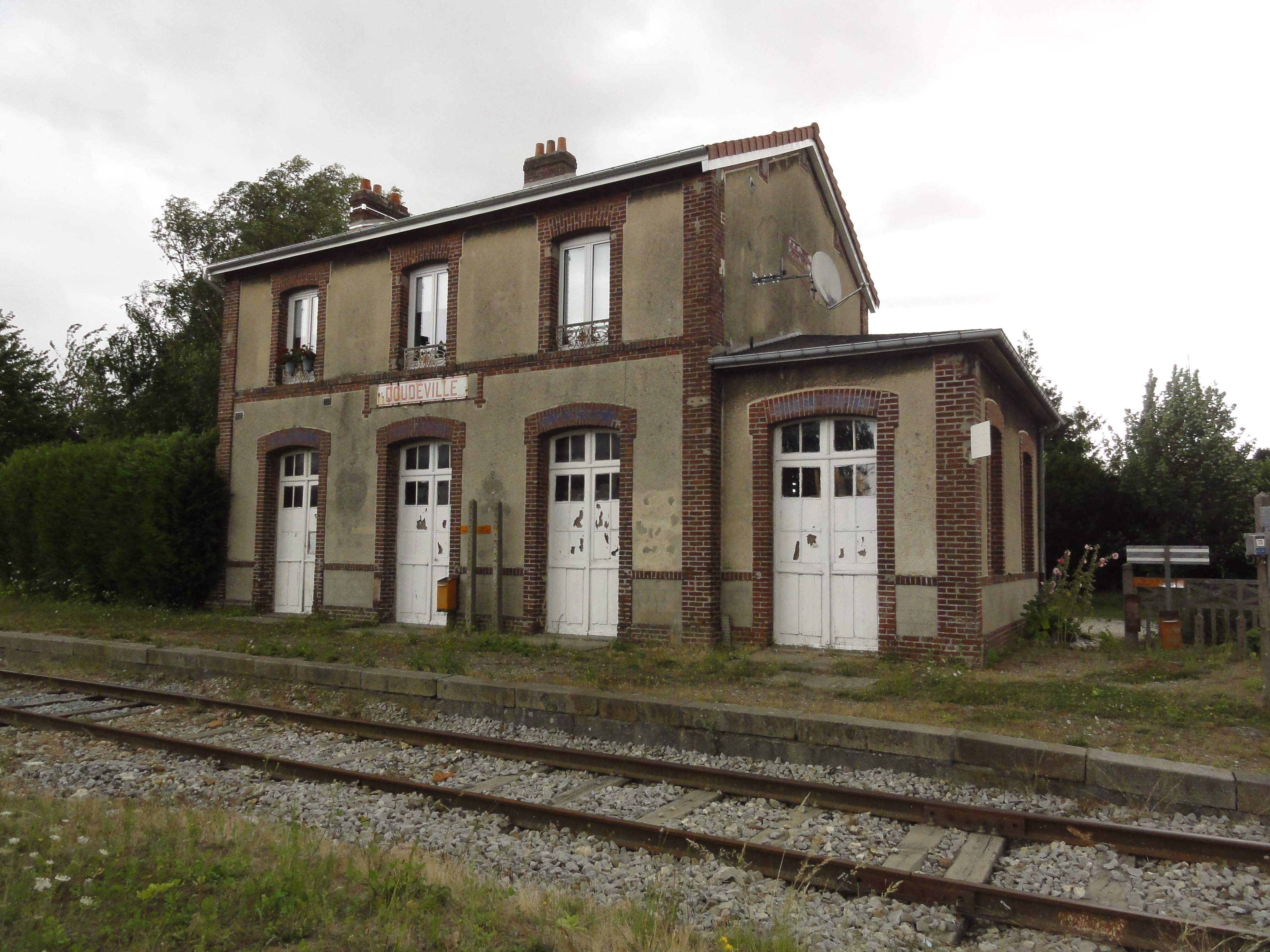
L'ancienne gare (située sur le territoire de Harcanville) en 2019.

En janvier 1817, il y a crise de subsistance : le grain manque et son prix augmente. Au marché, une émeute oppose le maire, des cultivateurs vendant leur blé à des habitants affamés. Pour rétablir l’ordre, il fallut l’intervention de la garde nationale, la gendarmerie et même l’armée (légion de l'Aisne en garnison au Havre). Les militaires tirent dans la foule et tuent 3 personnes et en blessent 15 ou 16. Quatre ou cinq personnes furent condamnées par la cour prévôtale à 5 ans de travaux forcés
Le bourg a été desservi de 1880 à 1994 par la gare de Doudeville, sur la ligne de Motteville à Saint-Valery-en-Caux, qui a facilité le déplacement des habitants et le transport des marchandises.

## Politique et administration

### Rattachements administratifs et électoraux

#### Rattachements administratifs
La commune se trouve depuis 1926 dans l'arrondissement de Rouen du département de la Seine-Maritime.
Elle était depuis 1793 le chef-lieu du canton de Doudeville. Dans le cadre du redécoupage cantonal de 2014 en France, cette circonscription administrative territoriale a disparu, et le canton n'est plus qu'une circonscription électorale.

#### Rattachements électoraux
Pour les élections départementales, la commune fait partie depuis 2014 du canton d'Yvetot
Pour l'élection des députés, elle fait partie de la Dixième circonscription de la Seine-Maritime.

### Intercommunalité
Douveville était le siège de la petite communauté de communes du Plateau de Caux-Fleur de Lin, un établissement public de coopération intercommunale (EPCI) à fiscalité propre créé fin 2001 et auquel la commune avait transféré un certain nombre de ses compétences, dans les conditions déterminées par le code général des collectivités territoriales.
Dans le cadre des dispositions de la loi portant nouvelle organisation territoriale de la République du 7 août 2015, qui prévoit que les établissements publics de coopération intercommunale (EPCI) à fiscalité propre doivent avoir un minimum de 15 000 habitants, cette intercommunalité a fusionné avec sa voisine pour former, le 1er janvier 2017, la communauté de communes Plateau de Caux-Doudeville-Yerville dont la est le siège.

### Liste des maires
| Période                                  | Période                       | Identité                      | Étiquette       | Qualité |
| ---------------------------------------- | ----------------------------- | ----------------------------- | --------------- | --- |
| Les données manquantes sont à compléter. |                               |                               |                 | |
| 1820                                     | 1821                          | Jacques-Lazare Lecœur         |                 | |
| 1821                                     | 1831                          | Louis Amable Martin           |                 | |
| 1832                                     | 1840                          | Jean Henri Duglé              |                 | Conseiller général de Doudeville |
| 1840                                     | 1856                          | Pierre-Benoît Cacheleu (fils) |                 | |
| 1861                                     | 1871                          | Jean Baptiste Andrieu (fils)  |                 | Chevalier de la Légion d'Honneur |
| 1871                                     | 1881                          | Eugène Guillottin             |                 | Conseiller général de Doudeville (1871 → 1877) |
| 1881                                     | 1890                          | Gustave Halu                  |                 | |
| 1890                                     | 1906                          | Isidore Durozey               |                 | |
| 1906                                     | 1908                          | Pierre Lamotte                |                 | Notaire puis Notaire Honoraire |
| 1908                                     | 1919                          | Gustave Halu                  |                 | |
| 1919                                     | 1926                          | Georges Renault               |                 | |
| 1926                                     | 1935                          | Joseph Breton                 |                 | Instituteur, Directeur et Directeur honoraire de l'École-Pensionnat pour garçons Chevalier de la Légion d'Honneur                                                                                      |
| 1935                                     | 1944                          | Georges Belgule               | Union nationale | Pharmacien Conseiller général de Doudeville (1937 → 1940) |
| 1944                                     | 1950                          | Gaston Haudrechy              |                 | |
| 1950                                     | 1954                          | Eugène Lenormand              |                 | |
| 1954                                     | 1971                          | Gérard Lecomte                | DVD             | Vétérinaire Conseiller général de Doudeville (1955 → 1971) |
| 1971                                     | 1983                          | Michel Dupuy                  |                 | Docteur en médecine générale |
| mars 1983                                | juin 1995                     | Raymond Laroche               |                 | Ancien officier de la marine marchande |
| juin 1995                                | mars 2008                     | Louison Tartarin              | DVD             | Agent d'assurance puis Agent d'assurance honoraire Conseiller général de Doudeville (2001 → 2008) Maire Honoraire                                                                                      |
| mars 2008,                               | 2014                          | Daniel Durecu                 | DVG             | Cadre dirigeant de La Poste |
| 2014                                     | juillet 2020                  | Erick Malandrin               | DVD             | Médecin Conseiller général de Doudeville (2008 → 2014) Vice-président de la CC du Plateau de Caux-Fleur de Lin (2014 →2017 ) Vice-président de la CC Plateau de Caux-Doudeville-Yerville (2017 →2020 ) |
| juillet 2020                             | En cours (au 17 février 2021) | Daniel Durécu                 | DVG             | Cadre dirigeant de La Poste retraité Vice-président de la CC Plateau de Caux-Doudeville-Yerville (2020 → )                                                                                             |

### Jumelages

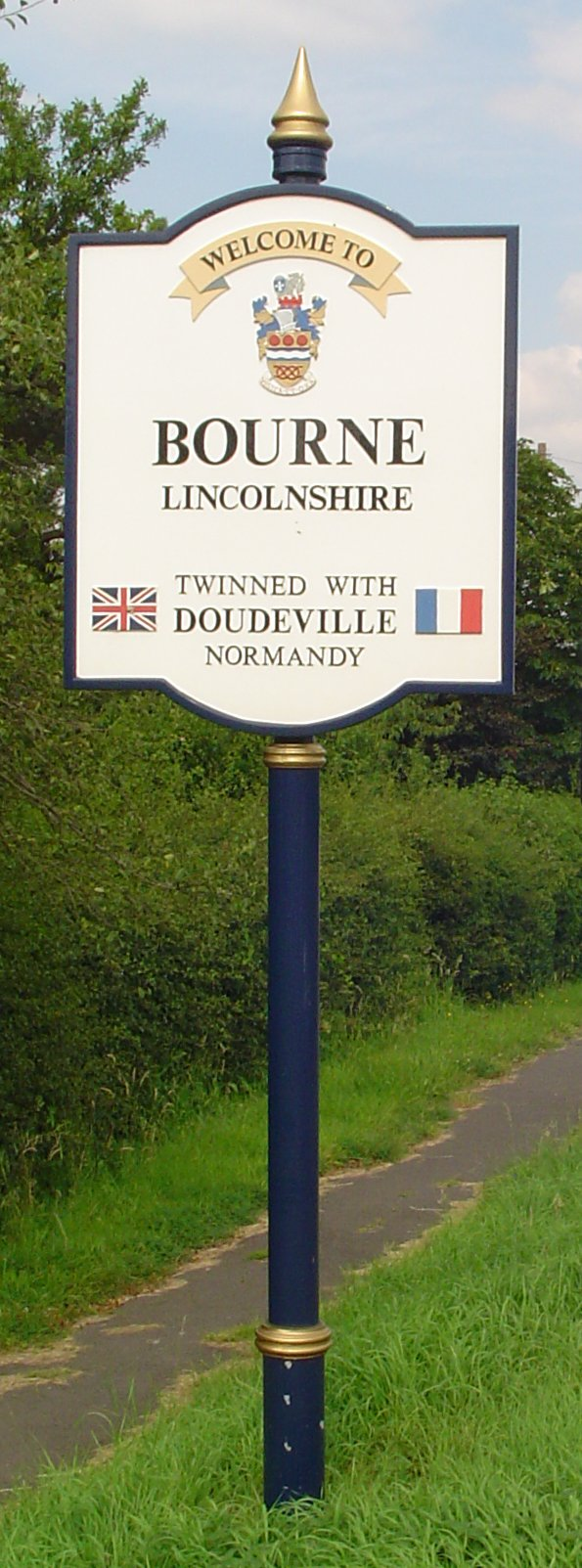
Panneau de jumelage à Bourne.

La commune est jumelée avec les villes de  Bad Nenndorf (Allemagne) depuis 1978 et  Bourne (Royaume-Uni) depuis 1989.

## Population et société

### Démographie
L'évolution du nombre d'habitants est connue à travers les recensements de la population effectués dans la commune depuis 1793. Pour les communes de moins de 10 000 habitants, une enquête de recensement portant sur toute la population est réalisée tous les cinq ans, les populations de référence des années intermédiaires étant quant à elles estimées par interpolation ou extrapolation. Pour la commune, le premier recensement exhaustif entrant dans le cadre du nouveau dispositif a été réalisé en 2007.

En 2022, la commune comptait 2 440 habitants, en évolution de −2,44 % par rapport à 2016 (Seine-Maritime : +0,35 %, France hors Mayotte : +2,11 %).
| 1793  | 1800  | 1806  | 1821  | 1831  | 1836  | 1841  | 1846  | 1851  |
| ----- | ----- | ----- | ----- | ----- | ----- | ----- | ----- | ----- |
| 3 025 | 2 957 | 2 984 | 2 896 | 3 172 | 3 308 | 3 688 | 3 792 | 3 767 |

| 1856  | 1861  | 1866  | 1872  | 1876  | 1881  | 1886  | 1891  | 1896  |
| ----- | ----- | ----- | ----- | ----- | ----- | ----- | ----- | ----- |
| 3 495 | 3 622 | 3 587 | 3 314 | 3 207 | 2 870 | 2 983 | 2 907 | 2 788 |

| 1901  | 1906  | 1911  | 1921  | 1926  | 1931  | 1936  | 1946  | 1954  |
| ----- | ----- | ----- | ----- | ----- | ----- | ----- | ----- | ----- |
| 2 645 | 2 537 | 2 418 | 2 080 | 2 130 | 2 145 | 2 173 | 2 152 | 2 150 |

| 1962  | 1968  | 1975  | 1982  | 1990  | 1999  | 2006  | 2007  | 2012  |
| ----- | ----- | ----- | ----- | ----- | ----- | ----- | ----- | ----- |
| 2 087 | 1 993 | 2 161 | 2 315 | 2 492 | 2 526 | 2 563 | 2 567 | 2 554 |

| 2017  | 2022  | - | - | - | - | - | - | - |
| ----- | ----- | - | - | - | - | - | - | - |
| 2 484 | 2 440 | - | - | - | - | - | - | - |

### Enseignement
La commune dispose de l'école maternelle Raymond Mensire  et de l'école primaire publique Joseph-Breton  et du collège André-Raimbourg.
Le centre de loisirs Jean Aimable Fervin accueille les enfants pour le périscolaire

### Culture
L'Orchestre-harmonie  La Renaissance fête ses 135 anniversaires en 2021,

### Sports
- Le club de handball de Doudeville, le CJ Doudeville, a été fondé en 1966 et son équipe fanion évolue en Excellence Régionale[Quand ?].
- L'Union sportive doudevillaise (USD), fondée en 1901, est le club de football de Doudeville. D'autres clubs existent : le club de karaté doudevillais[34], Badmiton doudevillais[35]...

### Manifestations culturelles et festivités
- 2 fêtes historiques, qui durent depuis plusieurs siècles :
  - 15 août : Fête patronale à la Très Sainte Vierge Marie, avec un Grand Corso fleuri (considéré comme l'un des plus beaux de Normandie)[36] , retraite aux flambeaux, feu d'artifice, messe en musique, corso fleuri illuminé, fête foraine, cérémonie au monument aux morts, expositions, concerts, etc.

Corso fleuri 2023 sur le thème « Doudeville fait son tour de France »
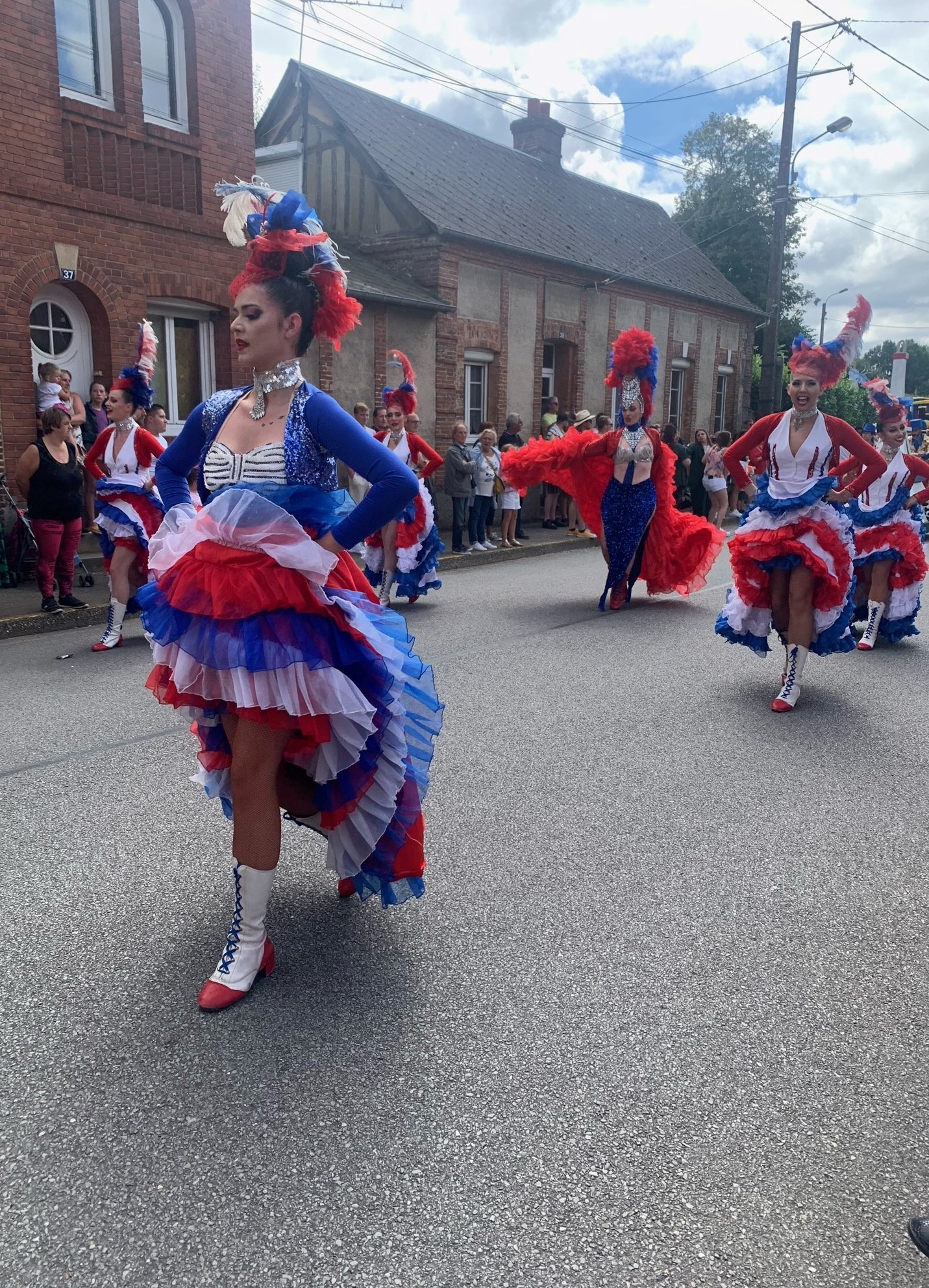
Danseuses de French cancan lors du corso fleuri 2023
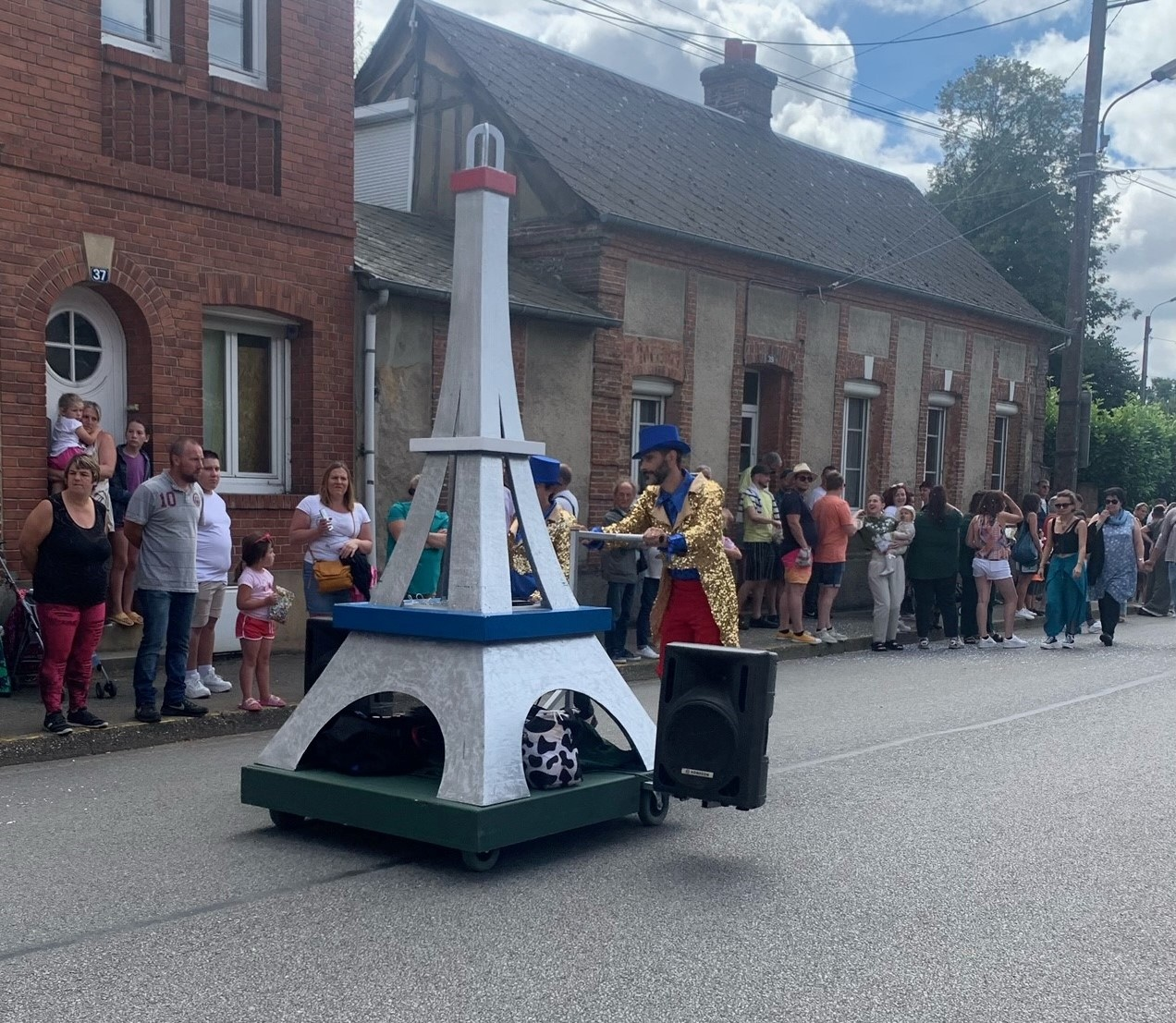
Char représentant la Tour Eiffel lors du corso fleuri 2023
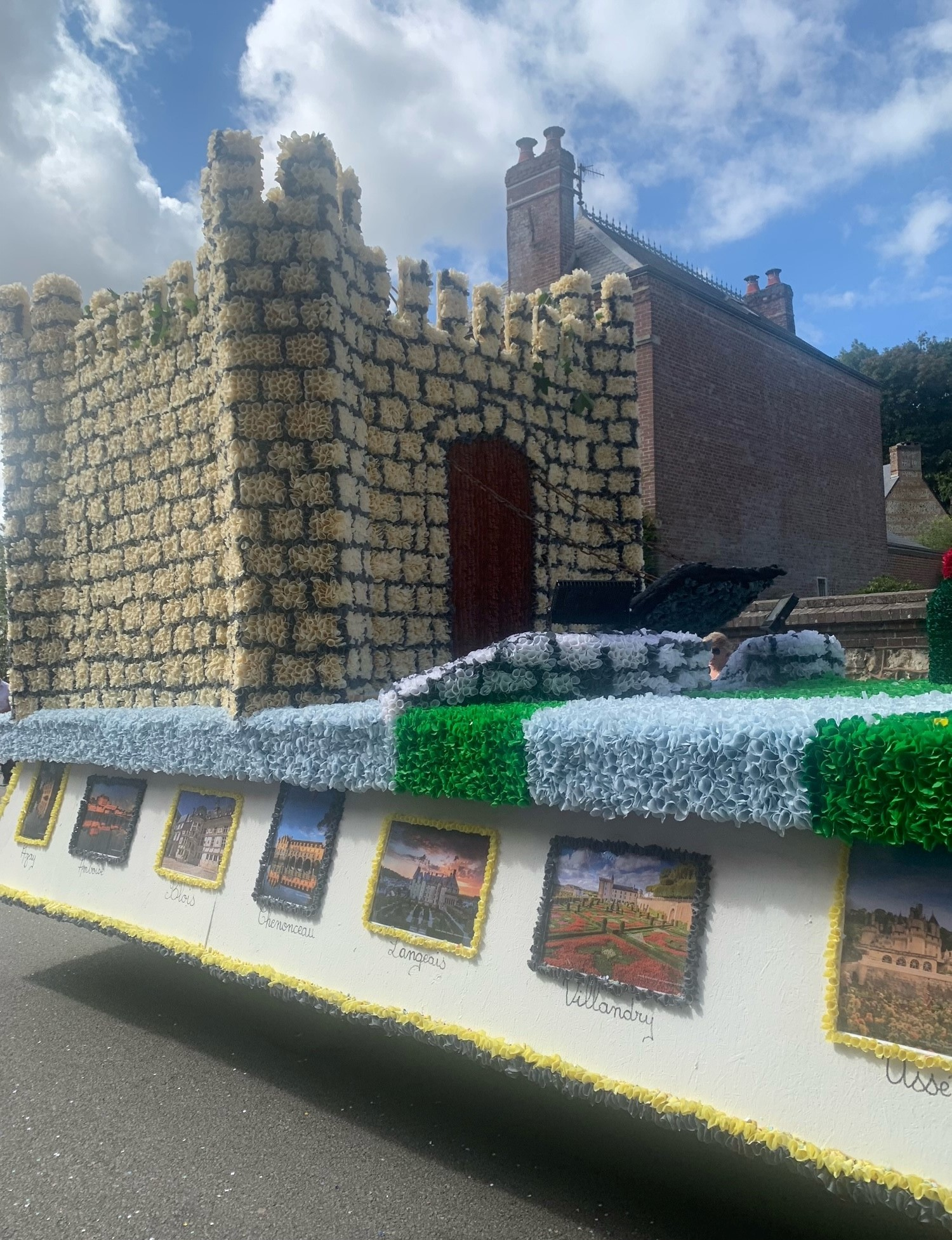
Char représentant les châteaux des Pays de la Loire lors du corso fleuri 2023
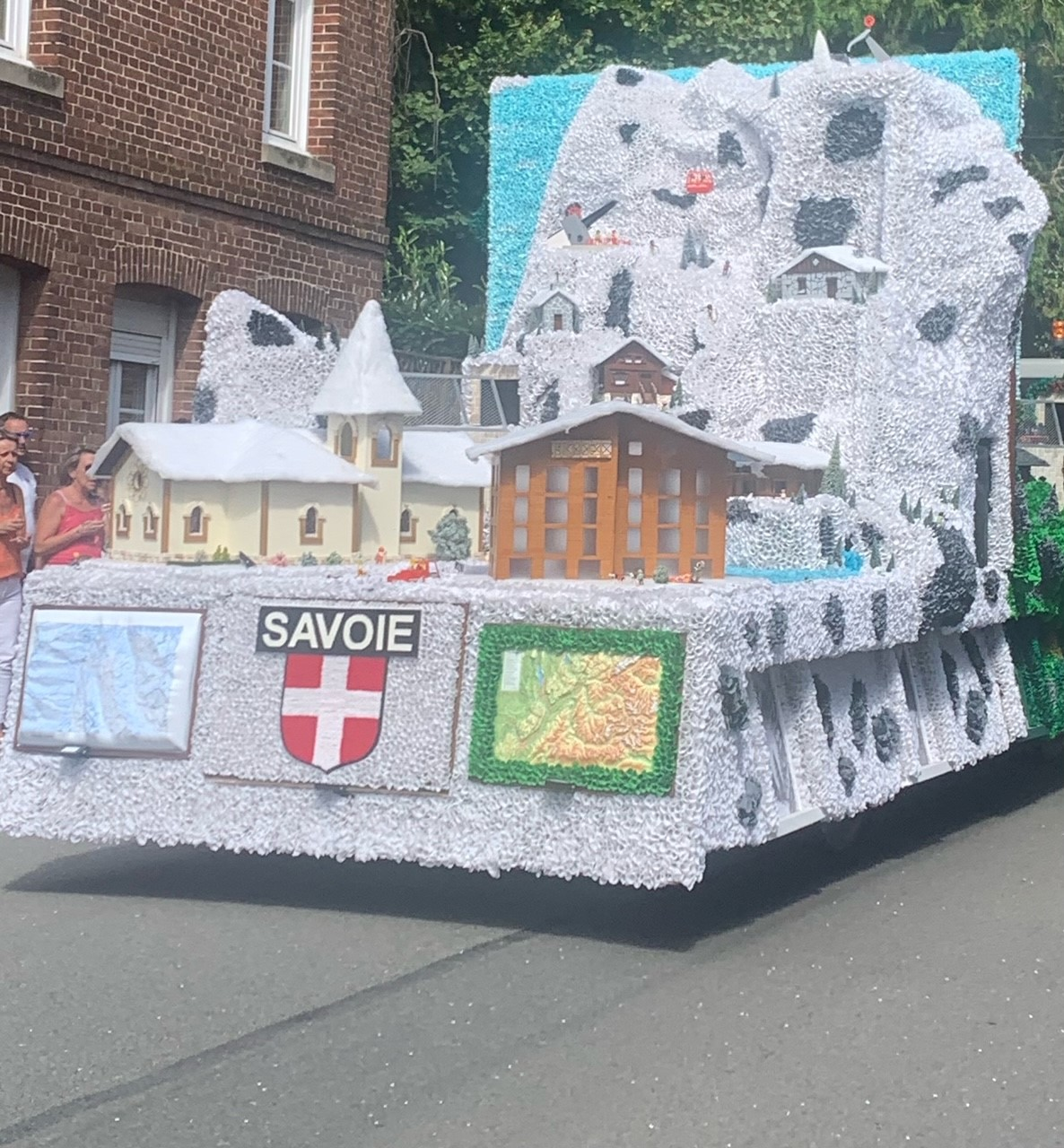
Char représentant les montagnes savoyardes lors du corso fleuri 2023
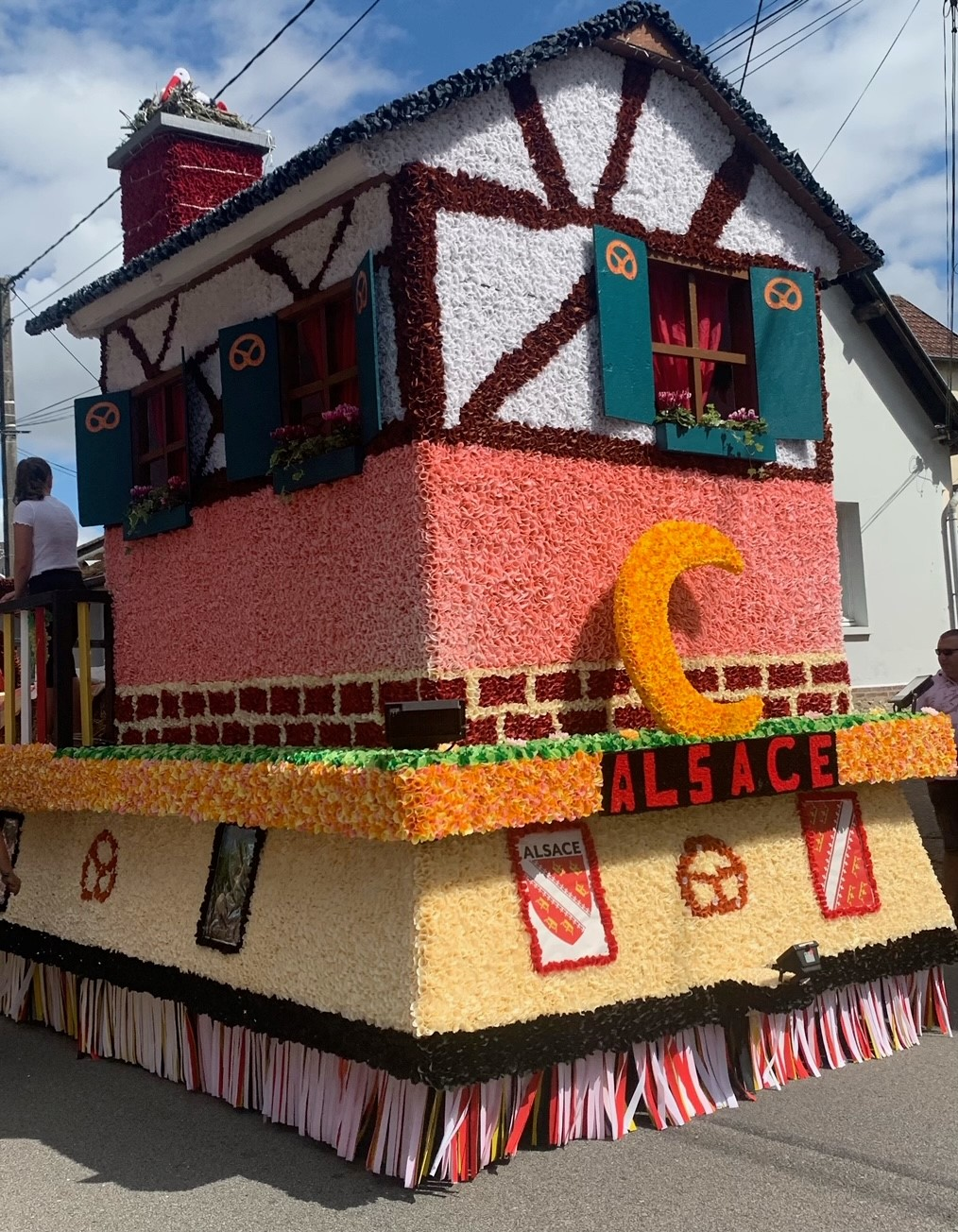
Char représentant une maison alsacienne lors du corso fleuri 2023
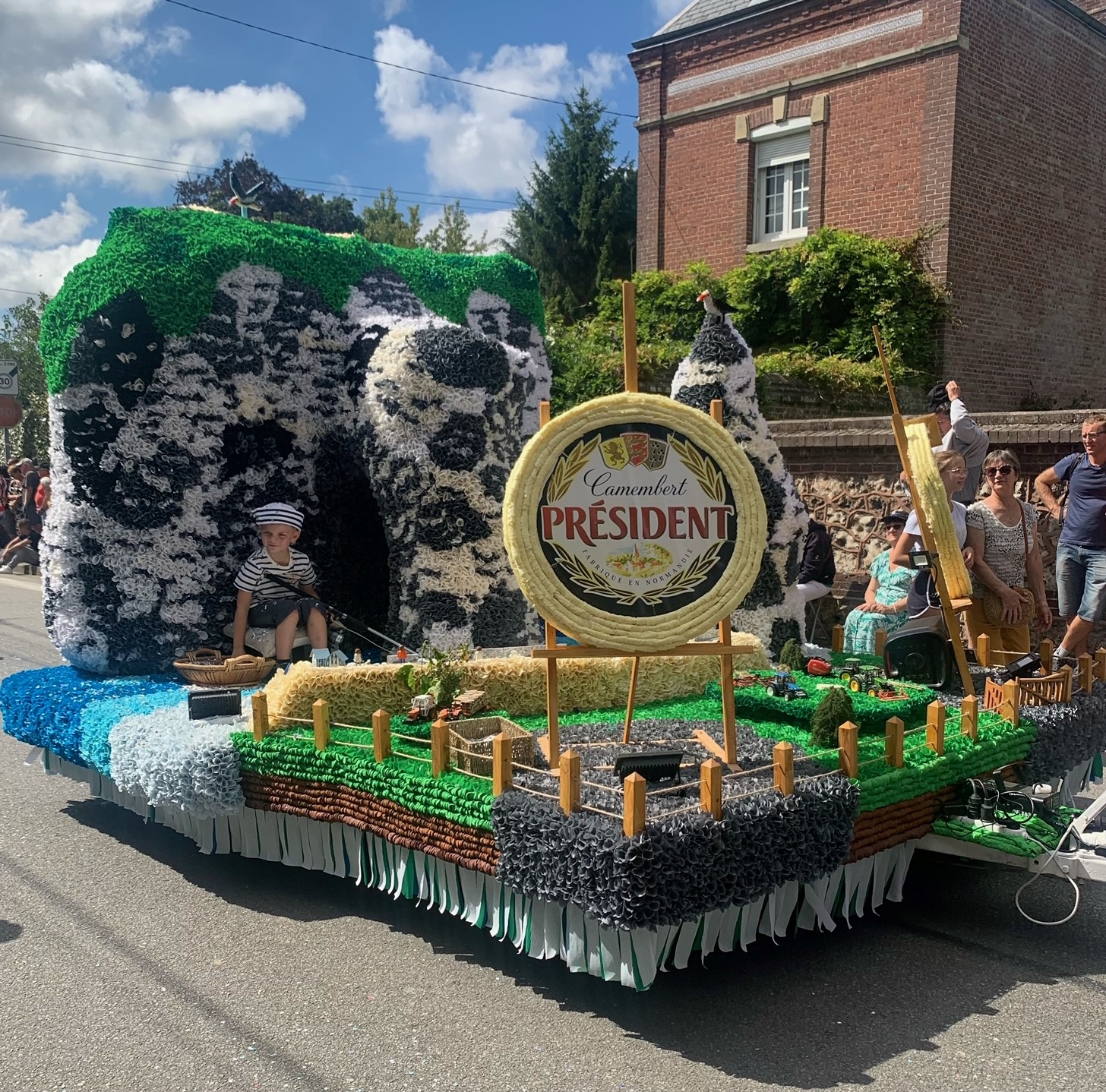
Char représentant la Normandie lors du corso fleuri 2023
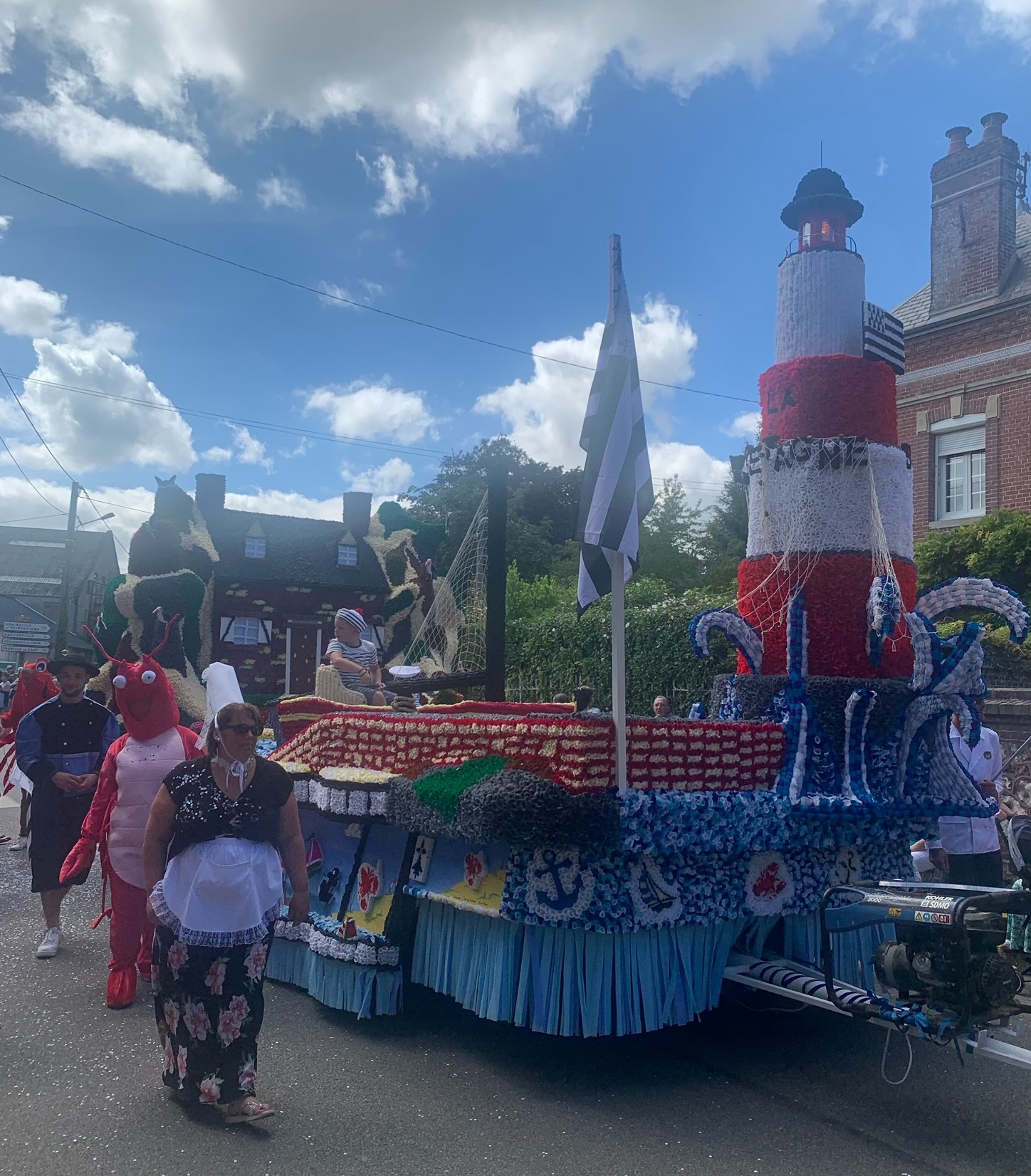
Char représentant la Bretagne lors du corso fleuri 2023
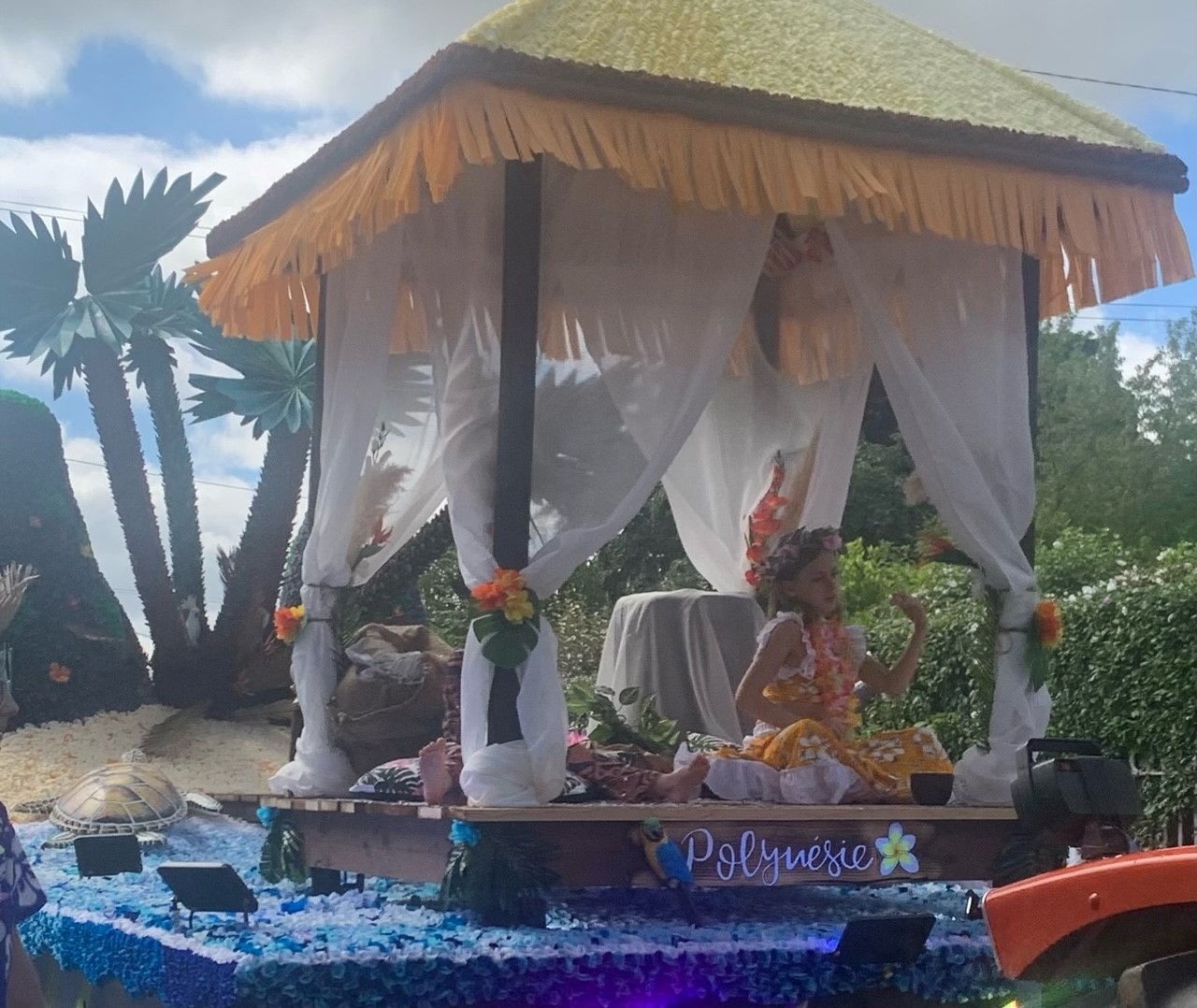
Char représentant la Polynésie française lors du corso fleuri 2023

- 2e dimanche d'octobre : Foire Saint-Nicaise et Saint-Mellon : braderie, foire à tout, fête foraine, expositions, etc.
- Au mois de juin, à la saison des fleurs bleues, elle a sa Fête du lin. Doudeville porte d'ailleurs le titre de     « Capitale du lin »

### Autres équipements

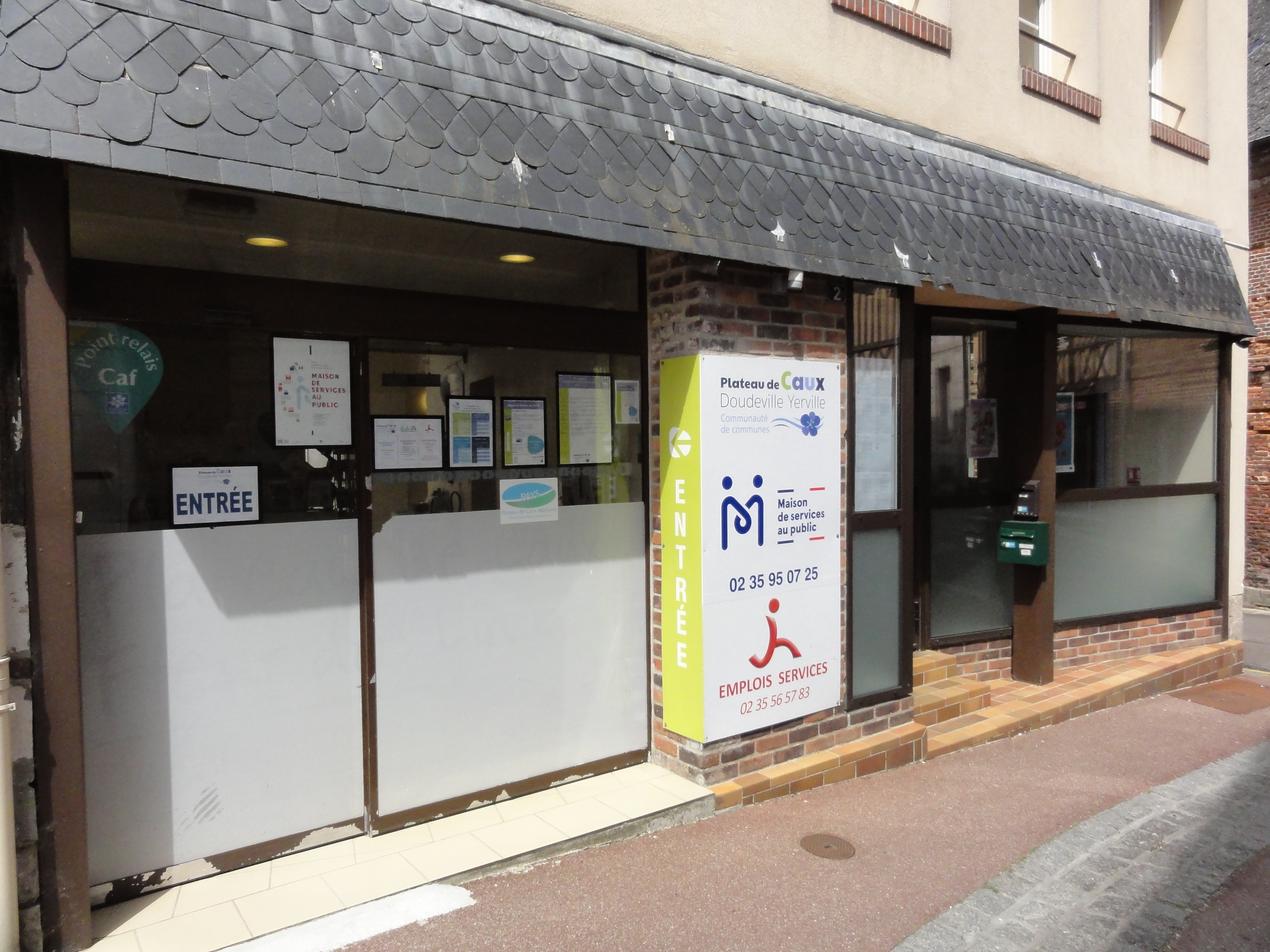
Maison de service de la Communauté de communes Plateau de Caux-Doudeville-Yerville.

## Économie
La commune a mis en place en juillet 2021   un marché de producteurs, qui a lieu tous les samedis matin.

## Culture locale et patrimoine

### Lieux et monuments

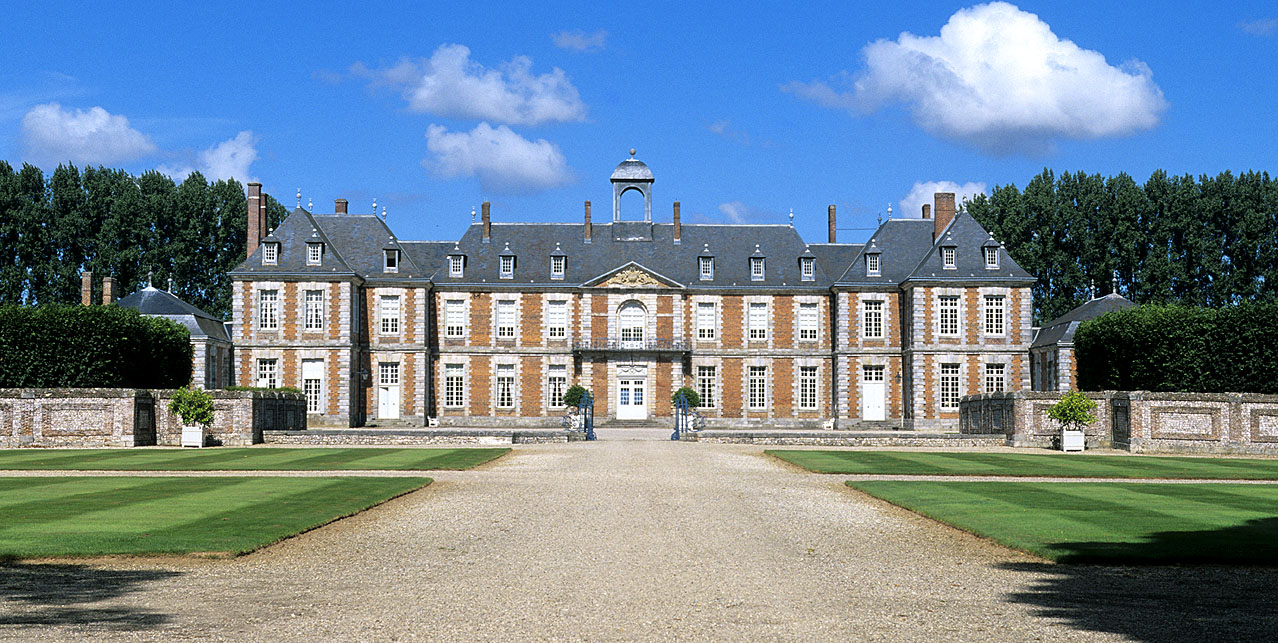
Le château de Galleville.

- Hôtel-de-Ville (ancienne Halle aux toiles) du XVIIIe siècle.
- Église Notre-Dame de l'Assomption des XVIe et XIXe siècles, dont les fenêtres nord du chœur datent du XIIIe siècle[38], qui fait l'objet d'un programme de restauration entre 2021 et 2023[39].
- Château de Galleville[40] (XVIIe siècle) : communs, cours, parc, jardins et vergers. Le parc a reçu le label « jardin remarquable ».
- Église Saint-Léonard de Vautuit, du XIXe siècle.

### Personnalités liées à la commune
- Edmond Cavé (1796-1852), écrivain et administrateur français, y est né.
- Valérius Leteurtre (1837-1905), homme politique français, né dans la commune.
- Raymond Mensire (1889-1964), écrivain français, né et mort dans la commune.
- Jean Antem (1893-1972), carrossier dont l'entreprise s'implante à Doudeville en 1961.
- Louis Raimbourg (1900-1985), natif de la localité, athlète, champion et recordman de France du lancer du marteau.
- Bourvil (André Raimbourg), qui a été pensionnaire de l'école pour garçons (aujourd'hui Résidence de la Forge) de Doudeville.
- André Lavoinne (1867-1952), homme politique français, conseiller général de Doudeville de 1903 à 1937.

### Héraldique
| Armes de Doudeville | Les armes de la commune de Doudeville se blasonnent ainsi : D'azur à la barre d'argent, à trois sacs de blé d'or, celui de la pointe brochant sur une faucille du même posée en fasce ; le tout sommé d'un chef cousu de gueules chargé de trois abeilles d'or. |